# Euploea admiralia
Euploea admiralia är en fjärilsart som beskrevs av Embrik Strand 1914. Euploea admiralia ingår i släktet Euploea och familjen praktfjärilar. Inga underarter finns listade i Catalogue of Life.